# Pośrednie Walentkowe Wrótka
Pośrednie Walentkowe Wrótka (słow. Prostredné Valentkove vrátka, niem. 'Mittleres Valentinsto, węg. Középső-Bálint-kapu) – mało wybitne wcięcie w Walentkowej Grani (Valentkov hrebeň) w Tatrach Wysokich. Znajduje się na wysokości 2104 m pomiędzy Pośrednią Walentkową Czubą (Prostredný Valentkov zub, 2107 m) a Wyżnią Walentkową Czubą (Vyšný Valentkov zub, 2114 m). Takie położenie tej przełączki podaje „Czterojęzyczny słownik geograficzny Tatr” (wysokości według mapy „Orlej Perci”).
Stoki południowo-wschodnie opadają ścianą do Zadniego Stawu w Dolinie Pięciu Stawów Polskich. Dołem ściana podsypana jest piargami. Również skaliste stoki wschodnie opadają do kotła Kamienne w Dolinie Walentkowej (Valentkova dolina).
Wrótka to często używane w tatrologii określenie rodzaju przełęczy. Zazwyczaj jest to niewielka, ale wyraźnie wcięta w grań lub skalne żebro przełączka, lub przejście między skałami na dnie doliny.
Pierwsze znane przejście Walentkową Granią: latem Tadeusz Grabowski i Adam Staniszewski w 1907 r., zimą Edúard Ganoczi i István Zamkovszky w 1927 r.